# کاترینا گوتسانتی
کاترینا گوتسانتی (ایتالیایی: Caterina Guzzanti؛ زادهٔ ۵ ژوئن ۱۹۷۶) کمدین، مجری تلویزیون و بازیگر اهل ایتالیا است.
از فیلم‌هایی که وی در آن‌ها نقش داشته است، می‌توان به حالت پرواز اشاره نمود.